# Four Pines
Four Pines és una comunitat no incorporada als comtats de Lake i Mendocino, al nord-oest de l'estat estatunidenc de Califòrnia. Està localitzat dins del Mendocino National Forest i a 14 quilòmetres de la vall d'Eden Valley; està a una altitud de 1.327 metres. Es troba a 132,56 quilòmetres de Santa Rosa, a 173,89 quilòmetres de Sacramento, a 210,42 quilòmetres de San Francisco i 270,55 quilòmetres de San Jose; és a uns 5 quilòmetres de Crocker Place i a uns 25 quilòmetres de Rice Fork Summer Homes.

## Geografia
Four Pines es troba en les coordenades 39° 36′ 36″ N, 123° 0′ 46″ O / 39.61000°N,123.01278°O i a una altitud de 1.327 metres.

## Política
En la legislatura estatal Four Pines estava en el 2n Districte del Senat, representats per la Demòcrata Noreen Evans, i en el 1r Districte d'Assemblea, representats pel Demòcrata Wesley Chesbro. Federalment, Four Pines està localitzada en el 1r districte congressual de Califòrnia, representats pel Demòcrata Mike Thompson.